# Антоний (Бочков)
Игумен Антоний (в миру Алексей Поликарпович Бочков; 14 марта 1803, Санкт-Петербург — 5 апреля 1872, Москва) — игумен Русской православной церкви, русский писатель и поэт.

## Биография
Родился в Петербурге 14 марта 1803 года в богатой купеческой семье. Получив образование в одном из лучших иностранных пансионов, Алексей хорошо знал французский язык, несколько хуже немецкий и английский, неплохо рисовал, писал стихи. Позже начал писать художественную прозу, подражая Вальтеру Скотту и Бестужеву-Марлинскому.
В начале 1820-х годов женился на Анне Пономарёвой, младшей дочери богатого купца-сахарозаводчика Прокопия Пономарева. В 1824 году у них родился сын Пётр. Однако семейное счастье Бочковых было недолгим. Слабая здоровьем жена после наводнения в Петербурге в ноябре 1824 года вскоре заболела. Болезнь быстро перешла в чахотку.
После смерти жены в 1827 году Бочков пережил тяжёлое психическое расстройство с мучительными галлюцинациями, во время которого дал обет в случае выздоровления уйти в монастырь. Исполнить своё намерение он не спешил: в 1828—1837 годах он паломничал по разным монастырям, но ему, как писал А. А. Чумиков в журнале «Русская старина», «вследствие его слишком идеальных представлений о монашеской жизни никак не удавалось открыть для постоянного пребывания такой монастырь, который бы вполне удовлетворял его желаниям». Бывал он в Козельской Оптиной пустыни, где его наставником стал преподобный старец Лев (Наголкин).
Наконец, в 1837 году он поселился в Троице-Сергиевой пустыни близ Петербурга, архимандритом которой с 1833 года был архимандрит Игнатий (Брянчанинов). Образованный и талантливый о. Игнатий, автор «Аскетических опытов» и духовных стихотворений, стал наставником и другом Алексея Бочкова. Много лет они состояли в духовной переписке. В Троице-Сергиевой пустыни Бочков прожил до мая 1844 года.
В 1844—1846 годах Алексей Бочков формально числился в Троицком Гуслицом монастыре Полтавской епархии, а фактически жил в доме епископа Полтавского Гедеона, весьма к нему благоволившего.
5 ноября 1844 года епископ Гедеон постриг его с именем Антоний. 13 декабря 1845 года рукоположил его в иеродиакона и ещё через 4 дня — в иеромонаха. Приняв монашество и сан, не оставил писательства.
В 1846 году о. Антоний переходит по собственному желанию в Старо-Ладожский Николаевский монастырь Петербургской епархии.
В 1847—1848 годах о. Антоний совершает своё первое паломничество на Святую Землю. К этому времени относится его письмо оптинским старцам, в котором он, выражая обеспокоенность французской революцией 1848 года и оскудением христианской веры писал, предвидя будущие социальные катаклизмы в России и Европе: «Теперь страшен уже не раскол, а общее европейское безбожие. <…> Все европейские учёные теперь празднуют освобождение мысли человеческой от уз страха и покорности заповедям Божиим. Посмотрим, что сделает этот род XIX века, сбрасывающий с себя оковы властей и начальств, приличий и обычаев. <…> Если восторжествует свободная Европа и сломит последний оплот — Россию, то, чего нам ожидать, судите сами. Я не смею угадывать, но только прошу премилосердного Бога, да не узрит душа моя грядущего царства тьмы».
В 1852 году совершает паломничество на гору Афон. Здесь он делает крупное пожертвование русскому монастырю святого Пантелеимона — иконостас для домовой церкви Покрова Пресвятой Богородицы. После посещения он направляется снова на Святую Землю.
По возвращении переходит в Большой Тихвинский монастырь, но в 1857 году вновь возвращается в Старо-Ладожский монастырь и становится его духовником.
В 1857—1858 годах он совершает третье путешествие в Иерусалим через Одессу, а обратно в Россию едет через Италию и Австрию.
В 1862—1866 годы был игуменом Череменецкого монастыря.
Весной 1871 года игумен Антоний перешел в подмосковный Николо-Угрешский монастырь по приглашению его настоятеля архимандрита Пимена (Мясникова).
Однако спокойная жизнь престарелого игумена продолжалась менее года. В Москве разразилась эпидемия тифа. Больных и умирающих было так много, что приходское духовенство не успевало совершать необходимые требы: исповедь, причастие, соборование, отпевание. Митрополит Московский Иннокентий (Вениаминов) подписал воззвание к монашествующим с приглашением добровольно служить страждущим в больницах. Одним из первых на него откликнулся игумен Антоний. Архимандрит Пимен писал о нём: «Как первый делатель, он установил надлежащий порядок при отправлении треб и, как добрый пастырь, а не как наемник, положил душу свою за ближних. Во время пребывания своего в больнице он заболел. Я предлагал ему возвратиться в монастырь, но он не пожелал, говоря: „Ежели такова воля Божия, то я желаю умереть на подвиге“. Желаемое им исполнилось: он скончался апреля 5, 1872 года».

## Публикации
Перу А. П. Бочкова, как полагают, принадлежат некоторые прозаические переводы с французского и стихи, опубликованные анонимно в «Благонамеренном» в 1825—1826 годах, а также эссе «Тоска», «Мысли и замечания» в «Альбоме северных муз», изданном А. А. Ивановским в 1828 году. В петербургских архивах хранятся его неопубликованные произведения: повести «Нарвская станция» (1827) и «Знакомый незнакомец, или Слова, сказанные кстати и некстати».
Стихотворения Бочкова не были изданы и ходили в списках среди его знакомых и духовных чад.
Путешествие его в Палестину напечатано в «Чтениях в Обществе истории и древностей российских», а «Письма к разным лицам», писанные литературным языком, изданы отдельно в 1869 году.
Отдельно издана его книга: «Русские поклонники в Иерусалиме» (М., 1875 год).